# Palau de les Arts Reina Sofía
Palau de les Arts Reina Sofía je operní dům ve španělském městě Valencie. Nachází se na severozápadním konci Města umění a věd. Operní dům, stejně jako celé město, navrhl architekt Santiago Calatrava. Operní scéna byla otevřena 8. října 2005, první představení se konalo 25. října 2006 a šlo o Beethovenova Fidelia. Budova byla poslední otevřenou významnou stavbou Města umění a věd. Budova má 14 pater nad zemí a tři pod zemí. Její výška je 75 metrů, což z ní činí nejvyšší operní budovu na světě. Využitelná plocha budovy je 40 tisíc metrů čtverečních. Hlavní sál (Sala Principal) pojme 1470 lidí a konají se zde zejména operní představení. Jeho třetí největší orchestřiště na světě je schopno pojmout 120 hudebníků. Nad hlavním sálem se nachází Auditorium pro 1420 diváků. Často se zde konají koncerty. Dva menší sály pojmou 400 lidí a užívají se pro divadelní představení, koncerty komorní hudby či konference. Budova je architektonicky unikátní, nicméně bývá kritizována za nedobře vyřešenou ochranu před povodněmi, které již několikrát narušily chod scény.